# Roccastrada
Roccastrada est une commune de la province de Grosseto en Toscane (Italie).

## Géographie

### Aires protégées
- Réserve naturelle de la Farma, créée en 1996
- Réserve naturelle de La Pietra, créée en 1996
- Réserve naturelle de Belagaio
- Oasi faunistica di Monte Leoni
- Biotopo del Sassoforte (it)

## Histoire
La ville a été construite à l'époque médiévale au sommet d'une colline comme propriété de la famille Aldobrandeschi de la branche Santa Fiora. Au XIVe siècle, après une série de batailles, elle fut conquise par les Siennois qui commencèrent à exploiter les mines de cuivre et d'argent voisines et contrôlèrent toute la zone jusqu'au milieu du XVIe siècle, période au cours de laquelle Roccastrada devint également partie intégrante de la région du grand-duché de Toscane, à la suite de la chute définitive de la république de Sienne, survenue en 1555.

### Monuments et Lieux d'intérêt
- Abbaye San Salvatore de Giugnano
- Parc technologique et archéologique des collines métallifères de Grosseto
- Murailles de Roccastrada (XIIe siècle)
- Murailles de Roccatederighi (Xe siècle)
- Murailles de Montemassi (XIe siècle)
- Murailles de Torniella (XIe siècle)
- Château de Montemassi (XIe siècle)
- Château de Belagaio
- Château de Sassoforte

## Galerie

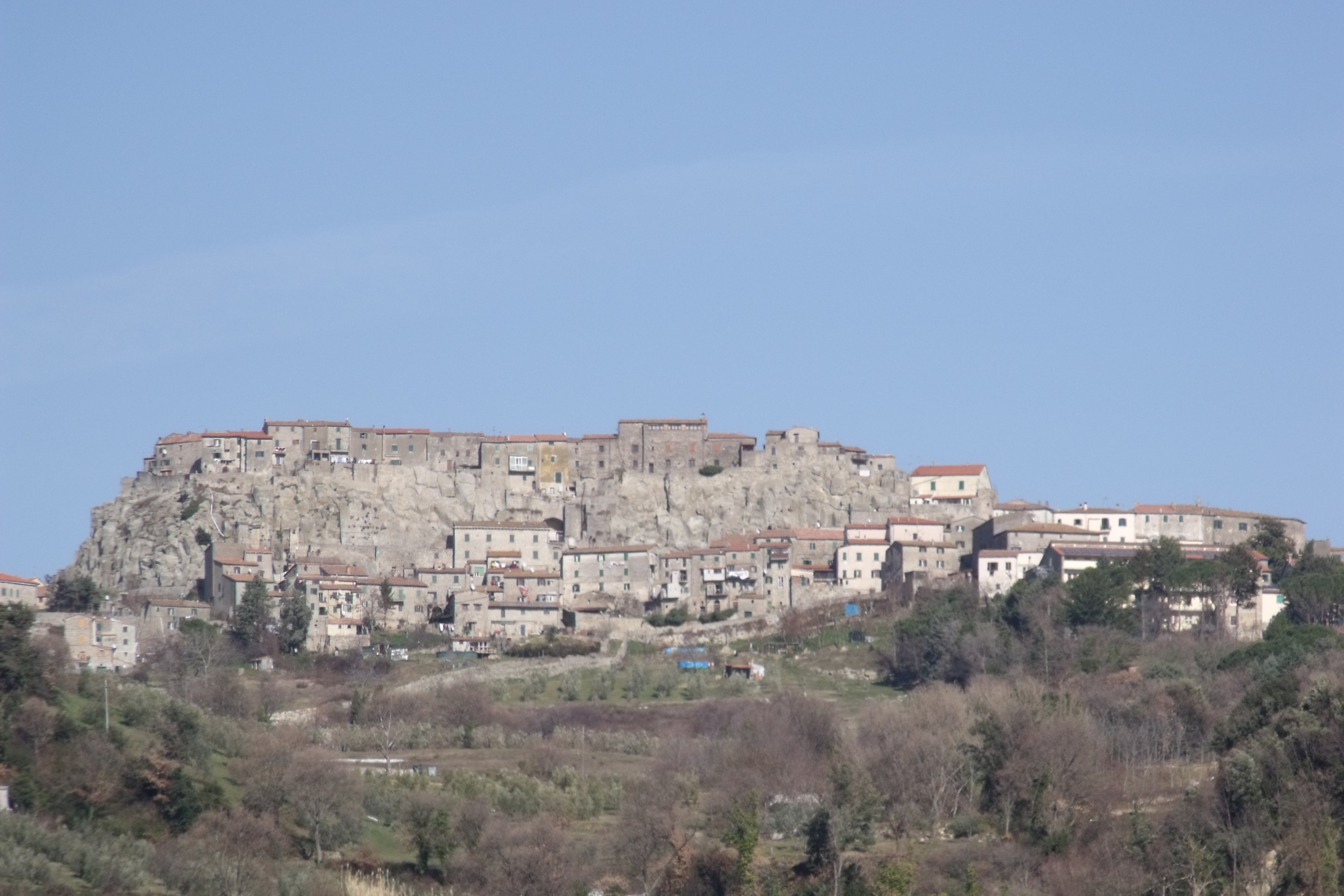
La ville de Roccastrada accrochée sur le rocher
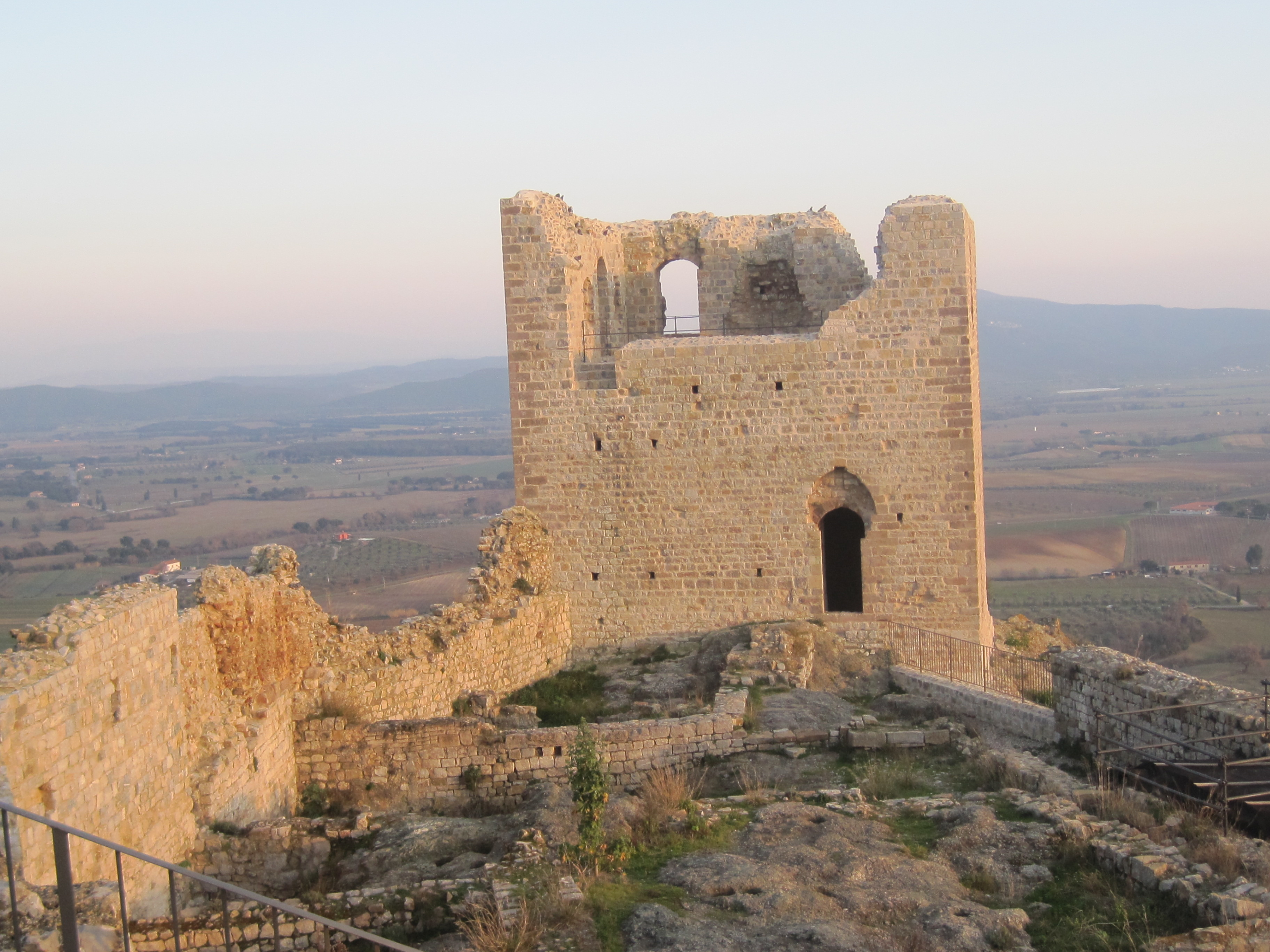
Les ruines du château de Montemassi

## Administration
| Période                                  | Période  | Identité        | Étiquette     | Qualité |
| ---------------------------------------- | -------- | --------------- | ------------- | ------- |
| 14 juin 2004                             | En cours | Leonardo Marras | Centre gauche |         |
| Les données manquantes sont à compléter. |          |                 |               |         |

### Hameaux
Montemassi, Piloni, Ribolla, Roccatederighi, Sassofortino, Sticciano, Torniella.

### Communes limitrophes
Campagnatico, Chiusdino, Civitella Paganico, Gavorrano, Grosseto, Massa Marittima, Monticiano, Montieri